# Sanluca
Sanluca è una poltrona progettata dai designer italiani Pier Giacomo Castiglioni e Achille Castiglioni e prodotta nel tempo da varie aziende diverse. Entra in produzione nel 1960 e segna il debutto dell'azienda italiana d'arredamento Gavina SpA nonché del suo fondatore Dino Gavina, che insieme ai due fratelli castiglioni può definirsi "padre" della seduta stessa.  Si tratta di uno dei prodotti di disegno industriale più rilevanti del XX secolo, fa parte della collezione permanente del Triennale Design Museum; è stata esposta alla 4ª edizione di quest'ultimo: Le Fabbriche dei sogni ed è stata esposta in molte mostre internazionali e musei sul tema del disegno industriale e del design italiano, come per esempio il MoMa di New York.

## Contesto
Sebbene molti meriti siano perlopiù attribuibili all'azienda e alle persone che la hanno lanciata sul mercato, la poltrona Sanluca è stata spesso identificata come la progenitrice del design moderno e una delle massime espressioni del design italiano (anche da Dino Gavina stesso). Sanluca è il primo frutto di una profonda collaborazione e amicizia fra Dino Gavina e Pier Giacomo Castiglioni, definito da Gavina stesso: un sodalizio straordinario. La sua progettazione avviene nel 1959 e ha richiesto uno sviluppo molto complesso, uno studio di formatura ottenuto con molteplici modellini plastici di vario materiale, creta, poi gesso e infine legno. Nell'anno successivo avviene la messa in produzione da parte della neonata azienda Gavina SpA. Nel 1969 viene prodotta dalla Knoll dopo che l'azienda italiana viene ceduta agli americani a causa del finale disastroso con cui è terminata una collaborazione fra Dino Gavina e un socio dell'IRI, Successivamente viene prodotta dalla Bernini dal 1990 ed attualmente, dal 2004, è prodotta dalla Poltrona Frau.

## Descrizione del prodotto

sezione longitudinale della poltrona Sanluca dove sono visibili i diversi componenti che la compongono

Il progetto della Sanluca ruota attorno a pochi concetti ma ben definiti; l'ergonomia è alla base del concept di prodotto e sembra aver influenzato ogni altra caratteristica della seduta. Non di minor rilevanza è anche l'attenzione da parte dei suoi ideatori di rendere la Sanluca una poltrona idonea a una produzione industriale in serie; la poltrona infatti è concepita per essere stampata nei vari componenti che la compongono. Anche l'eleganza complessiva e l'armonia delle sue forme, non a discapito però della comodità, sono uno dei concetti principali del progetto Sanluca, che pur avendo una struttura molto rigida e spessori ridotti risulta molto comoda. La struttura, inizialmente in metallo ma poi una volta acquisiti i diritti di produzione da parte della Bernini è stata realizzata anche in legno (vista l'antica tradizione dell'azienda brianzola nella produzione di mobili in legno), è composta da più componenti indipendenti (con diversi gradi di imbottitura) uniti fra loro da viti. I tre punti d'appoggio: sedile, schienale e poggiatesta, così strutturati permettono ad ogni parte del corpo di chi si siede di adattarsi perfettamente. Questa individualità dei componenti rendono la seduta, alla vista, armoniosa ed elastica nelle forme pur avendo una struttura molto rigida. L'imbottitura è in schiuma poliuretanica (poliuretano espanso) le gambe invece sono in palissandro lavorate al tornio. Il rivestimento è in pelle, e dal 2004, da quando Poltrona Frau ne ha acquisito i diritti produttivi, è in pelle Frau.

## Caratteristiche tecniche
| altezza seduta    | 410 mm |
| altezza schienale | 600 mm |
| altezza totale    | 990 mm |
| larghezza totale  | 850 mm |
| profondità totale | 980 mm |